# Microcebus marohita
Il microcebo di Marohita (Microcebus marohita Rasoloarison, Weisrock, Yoder, Rakotondravony e Kappeler, 2013)  è un lemure della famiglia Cheirogaleidae,  presente solamente nella foresta di Marohita, nel Madagascar orientale, nei pressi del villaggio di Marolambo.

## Tassonomia
I primi esemplari di microcebo di Marohita furono catturati dal biologo Rodin Rasoloarison durante una ricerca sul campo nel dicembre del 2003. Si trattava di tre esemplari rinvenuti nella foresta di Marohita, nella provincia di Toamasina, nel Madagascar orientale, nei pressi del villaggio di Marolambo. Questi furono preparati come specimen biologici, e ne furono conservate le pelli, i crani e campioni di tessuto, con il permesso del governo malgascio. Riconosciuto come specie a parte grazie ad analisi molecolari, il microcebo di Marohita è stato descritto assieme al microcebo dell'Anosy (M. tanosi) nel 2013 da Rasoloarison e dai ricercatori David Weisrock, Anne Yoder, Daniel Rakotondravony e Peter M. Kappeler. Come tutti i microcebi, appartiene al genere Microcebus della famiglia dei Cheirogaleidi. L'olotipo venne catturato il 2 dicembre 2003 nella foresta di Marohita. Il suo epiteto specifico, marohita, si riferisce alla foresta in cui è stato rinvenuto e significa «molte vedute» in lingua malgascia.
Nonostante viva nei pressi delle aree abitate dal microcebo di Goodman (M. lehilahytsara), dal microcebo di Simmons (M. simmonsi) e dal microcebo rosso (M. rufus), Rasoloarison et al. non hanno riscontrato alcuna indicazione di flusso genico tra queste quattro specie simpatriche. I microcebi che vivono nella foresta di Marohita vengono considerati una specie distinta utilizzando il concetto di genealogia di metapopolazione. Essi sono pressoché identici nell'aspetto agli altri microcebi orientali, il cui stato di specie criptiche è ben noto.

## Descrizione
Il pelo che ricopre il dorso del microcebo di Marohita è di colore rossiccio; è presente una striscia dorsale difficile da scorgere. Sul lato ventrale il pelo è beige-grigiastro, mentre il sottopelo è color grigio scuro. La lunghezza totale dell'animale si aggira sui 275–286 mm; la coda misura 133–145 mm, all'incirca metà della lunghezza del corpo. È dotato di orecchie corte, 18–19 mm, e piedi posteriori lunghi, 34–35 mm.
Quello di Marohita è un microcebo dalle dimensioni eccezionalmente grandi, e può pesare fino a 89 g. L'esemplare di maschio subadulto che venne catturato era grande quanto il più grande maschio conosciuto di microcebo, un esemplare adulto di microcebo del Gerp (M. gerpi). Le femmine di microcebo di Marohita pesavano più del 20% delle più grandi femmine di microcebo conosciute, appartenenti alle specie di Simmons e del Gerp.

## Distribuzione e habitat
Il microcebo di Marohita è stato rinvenuto solamento nella foresta di Marohita, situata entro i confini della più estesa foresta di Marolambo. Non sappiamo se viva anche al di fuori dei confini della foresta di Marohita. In zone limitrofe sono state rinvenute altre quattro specie di microcebo: una specie di montagna, il microcebo di Goodman, e una specie di pianura, il microcebo del Gerp, entrambe descritte meno di dieci anni prima di quello di Marohita, vivono a nord del fiume Mangoro, mentre il microcebo di Jolly (M. jollyae) e il microcebo rosso vivono a sud di Marolambo.

## Biologia
Finora non abbiamo alcun dato riguardante il comportamento, la comunicazione, l'ecologia o la riproduzione del microcebo di Marohita.

## Conservazione
A causa dell'estensiva distruzione dell'habitat entro i confini della foresta di Marohita tra il 2003 e il 2012, l'Unione Internazionale per la Conservazione della Natura (IUCN) ha classificato il microcebo di Marohita come specie in pericolo nel corso di un seminario della Lista Rossa della IUCN tenutosi nella capitale del Madagascar, Antananarivo, nel luglio del 2012, quasi un anno prima della pubblicazione della descrizione ufficiale. La specie è stata riclassificata come specie in pericolo critico nel 2014.